# 迈瑟尔多夫
迈瑟尔多夫是奥地利下奥地利州霍恩县的一个市镇。总面积35.45平方公里，总人口955人，人口密度26.9人/平方公里（2005年）。